# Opera GX (trình duyệt web)
Opera GX là một trình duyệt web, được phát hành và phát triển bởi công ty Opera Software của Na Uy. Đây là một phiên bản của trình duyệt web Opera được thiết kế dành riêng cho người chơi trò chơi điện tử trên Microsoft Windows và macOS, và cung cấp một số phần mềm liên quan đến Internet. Opera GX được ra mắt vào ngày 11 tháng 6 năm 2019, còn trong quyền truy cập sớm.

## Phát triển
Ngày 7 tháng 11 năm 2019, một phiên bản dành cho macOS được phát hành với khả năng đăng ký phiên bản thử nghiệm cho đến tháng 11. Điều này được xuất bản trong quyền truy cập sớm vào ngày 12 tháng 12 năm 2019.

## Các tính năng của trình duyệt
Một số tính năng của trình duyệt Opera GX là các tính năng của trình duyệt Opera, chẳng hạn như trình chặn quảng cáo và trình chặn phần mềm theo dõi, trình tiết kiệm pin, lớp phủ video trên các ứng dụng khác hoặc mạng riêng ảo (VPN) được tích hợp sẵn.
Các tính năng độc đáo của Opera GX được thiết kế riêng và đặc biệt cho các game thủ. Chúng cho phép người dùng điều chỉnh đến mức tối đa của bộ xử lý CPU, RAM, băng thông trên ứng dụng, chủ đề tối màu trên các trang web, hoặc bật nhạc nền. Ngoài ra trình duyệt cũng tích hợp Twitch - nơi người dùng có thể duyệt trực tiếp nền tảng này qua thanh công cụ, cũng tích hợp GX Control,  WhatsApp, Telegram, Discord, Twitter, Reddit và Facebook Messenger. Trình duyệt cũng bao gồm trình "GX Corner ”, là nơi hiển thị và đề xuất các trò chơi, tin tức,..